# Samia Halaby

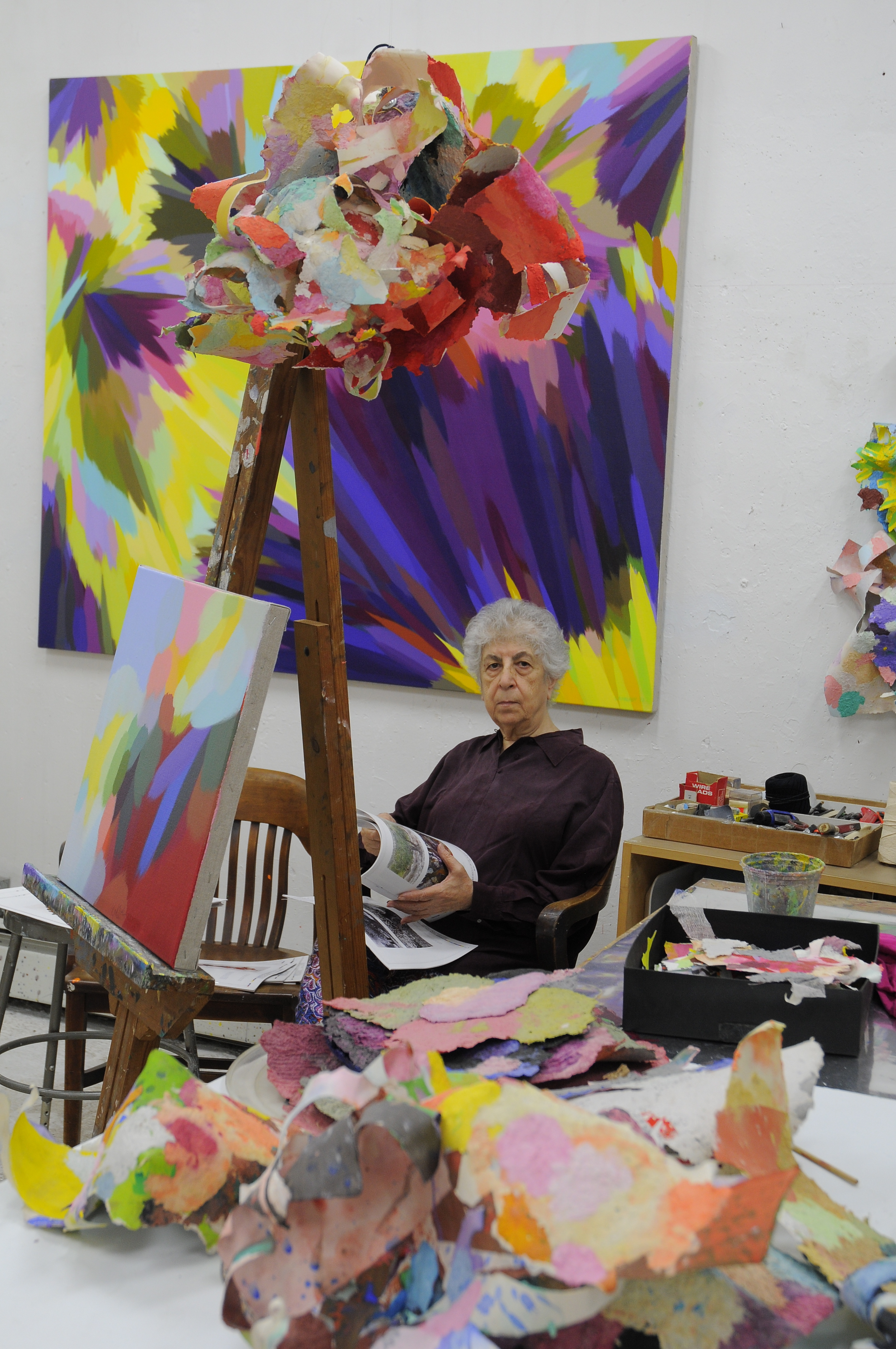
Samia Halaby in ihrem Atelier

Samia A. Halaby (arabisch سامية حلبي, DMG Sāmiya Ḥalabī; * 1936 in Jerusalem, Palästina) ist eine palästinensische Malerin und Hochschullehrerin. Sie ist seit 1951 in den Vereinigten Staaten ansässig und gilt als Pionierin der zeitgenössischen Abstraktion in der arabischen Welt.

## Leben und Werk

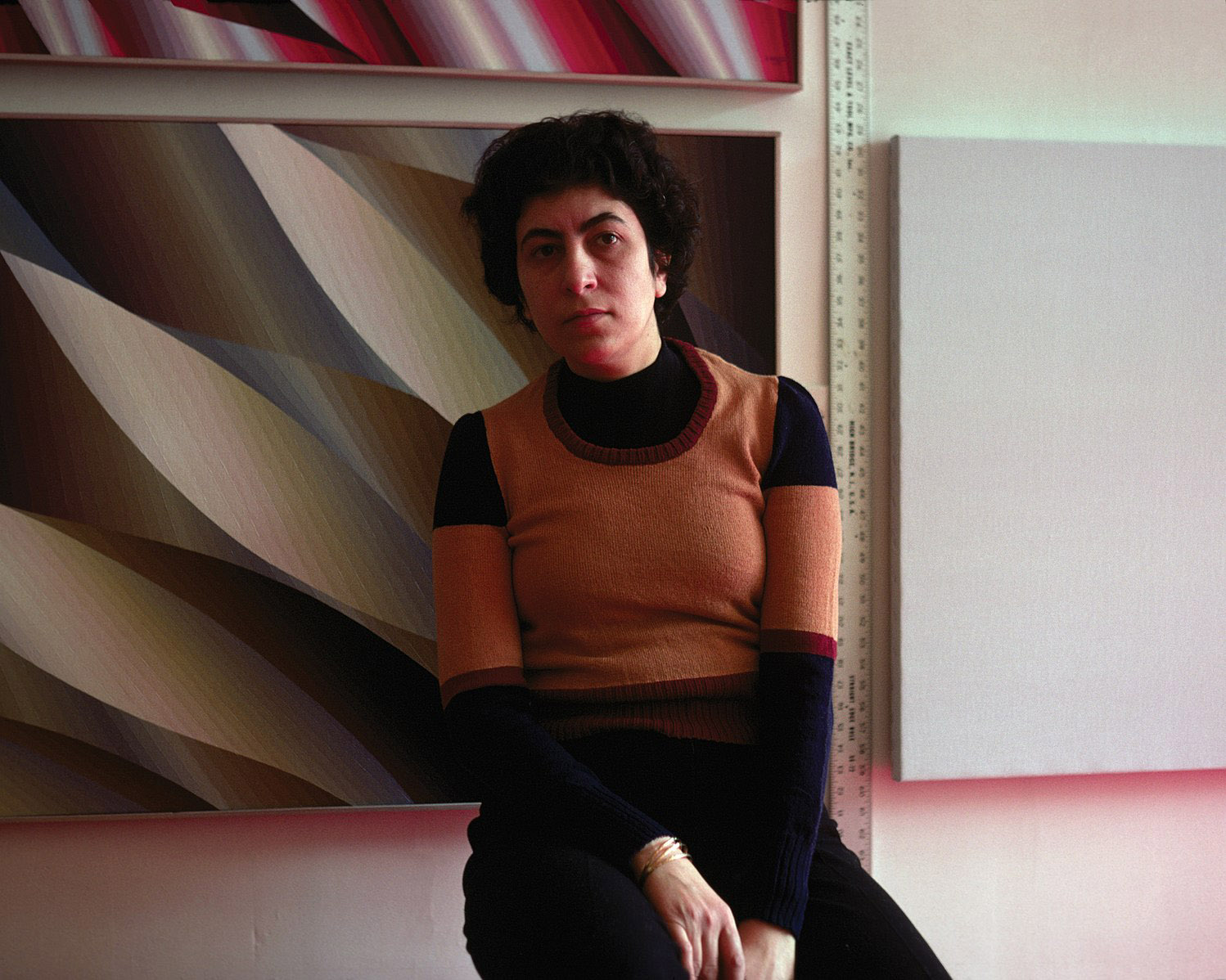
Selbstporträt mit Feuer aus dem Jahr 1975 im Temple St. Studio in New Haven, CT

Halaby und ihre Familie flohen 1948 mit der Gründung des israelischen Staates aus Jaffa nach Beirut. 1951 wanderte sie mit ihrer Familie nach Ohio in die Vereinigten Staaten aus. Halaby studierte Design an der University of Cincinnati, wo sie 1959 einen Bachelor-Abschluss in Design erhielt. 1960 erwarb sie einen Master of Arts in Painting an der Michigan State University in Ann Arbor und 1963 an der Indiana University Bloomington einen Master of Fine Arts in Bildender Kunst.

## Hochschullehrerin
Von 1964 bis 1966 war sie Assistant Professor am Kansas City Art Institute in Missouri. Während ihrer Lehrtätigkeit am Kansas City Art Institute reiste sie 1964 im Rahmen eines Forschungsstipendiums der Fakultät in den östlichen Mittelmeerraum und studierte die geometrische Abstraktion der islamischen Architektur der Region. Während dieser Zeit startete sie eine Reihe von Experimenten, die eine Untersuchung der materialistischen Prinzipien der Abstraktion einleiteten, wie die Realität durch Form dargestellt werden kann.
1966 war sie Gastprofessorin an der University of Hawaii in Honolulu. Bis 1969 war sie Assistant Professor an der University of Michigan und dann Associate Professor an der Indiana University Bloomington. Von 1973 bis 1982 war sie die erste hauptamtliche außerordentliche Professorin an der Yale School of Art.
Von 1989 bis 1991 war sie Adjunct Professor an der The Cooper Union for the Advancement of Science and Art in New York City. Zu ihren Beiträgen zur amerikanischen Hochschulbildung gehört ein Studio-Kunstprogramm für Studenten, welches sie in Kunstabteilungen im gesamten Mittleren Westen einführte.

## Künstlerin und Autorin
Halaby ist auch von den abstrakten Bewegungen der russischen Avantgarde beeinflusst und arbeitet mit der Überzeugung, dass neue Ansätze in der Malerei die Seh- und Denkweisen nicht nur im Bereich der Ästhetik, sondern auch als Beitrag zum technologischen und sozialen Fortschritt neu gestalten können. Dieser Grundgedanke hat bei ihr zu weiteren Experimenten im Zeichnen, in der Druckgrafik, in der computergestützten kinetischen Kunst und in der freien Malerei geführt.

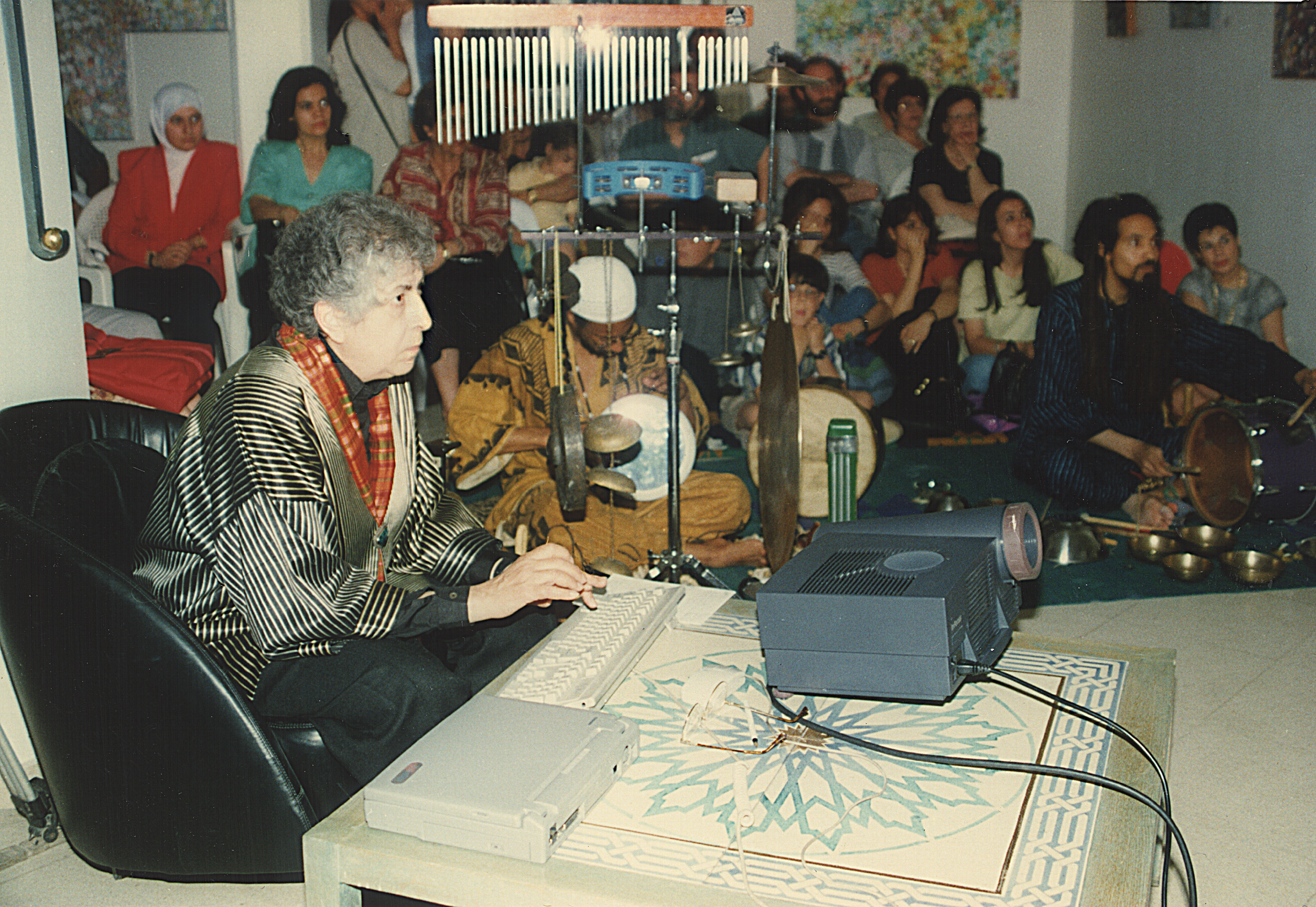
Halaby und die Kinetic Painting Group traten 1997 in der Mona Atassi Gallery in Syrien auf

In den 1980er Jahren experimentierte Halaby mit computergenerierter Malerei, der sogenannten kinetischen Kunst. Halaby hat viele Einzelausstellungen in den Vereinigten Staaten und im Ausland veranstaltet.
Halaby ist Mitglied einer Gruppe arabischer Modernisten aus der zweiten Hälfte des 20. Jahrhunderts. Sie war mit der jordanischen Bildhauerin Mona Saudi befreundet und tauschte Briefe mit der verstorbenen Dichterin und Malerin Etel Adnan aus.
Halabys Arbeiten befinden sich in den Sammlungen internationaler Institutionen, darunter das Solomon R. Guggenheim Museum, die Kunstgalerie der Yale University, die National Gallery of Art in Washington, D.C., das Art Institute of Chicago, das Cleveland Museum of Art, das Institut du monde arabe, das Detroit Institute of Arts, das Cincinnati Art Museum, das Indianapolis Museum of Art, The National Museum of Women in the Arts, das Mead Art Museum, Arabisches Museum für moderne Kunst und das British Museum.
Halabys Buch  Drawing the Kafr Qasem Massacre wurde für die Palestine Book Awards nominiert.
2019 gründete Halaby zugunsten von Frauen und Kindern in Palästina die Samia A. Halaby Foundation.
Samia Halaby wird vertreten von der Galerie Sfeir-Semler.

## Auswahl von Werken

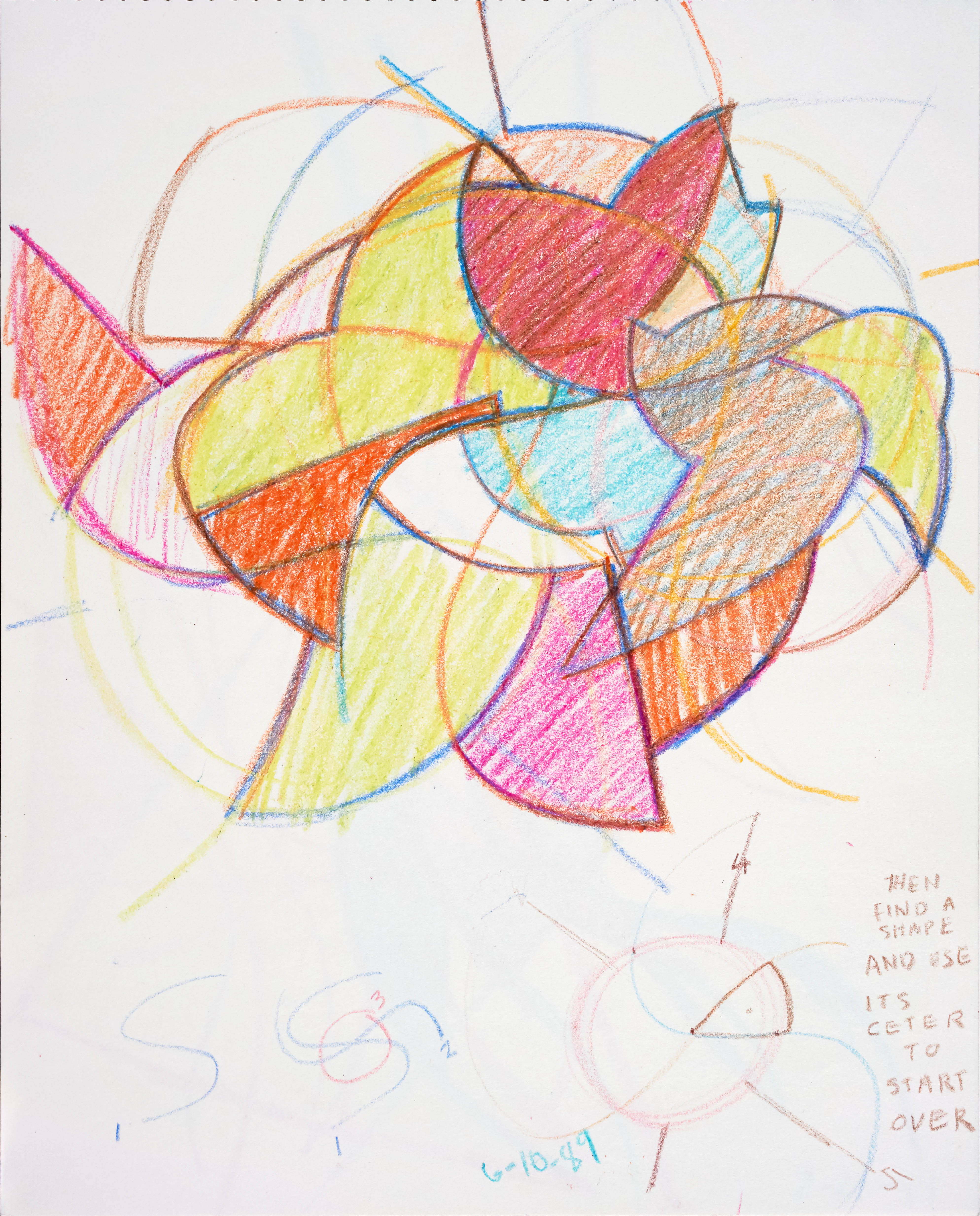
Skizzenbuchseite von 1989
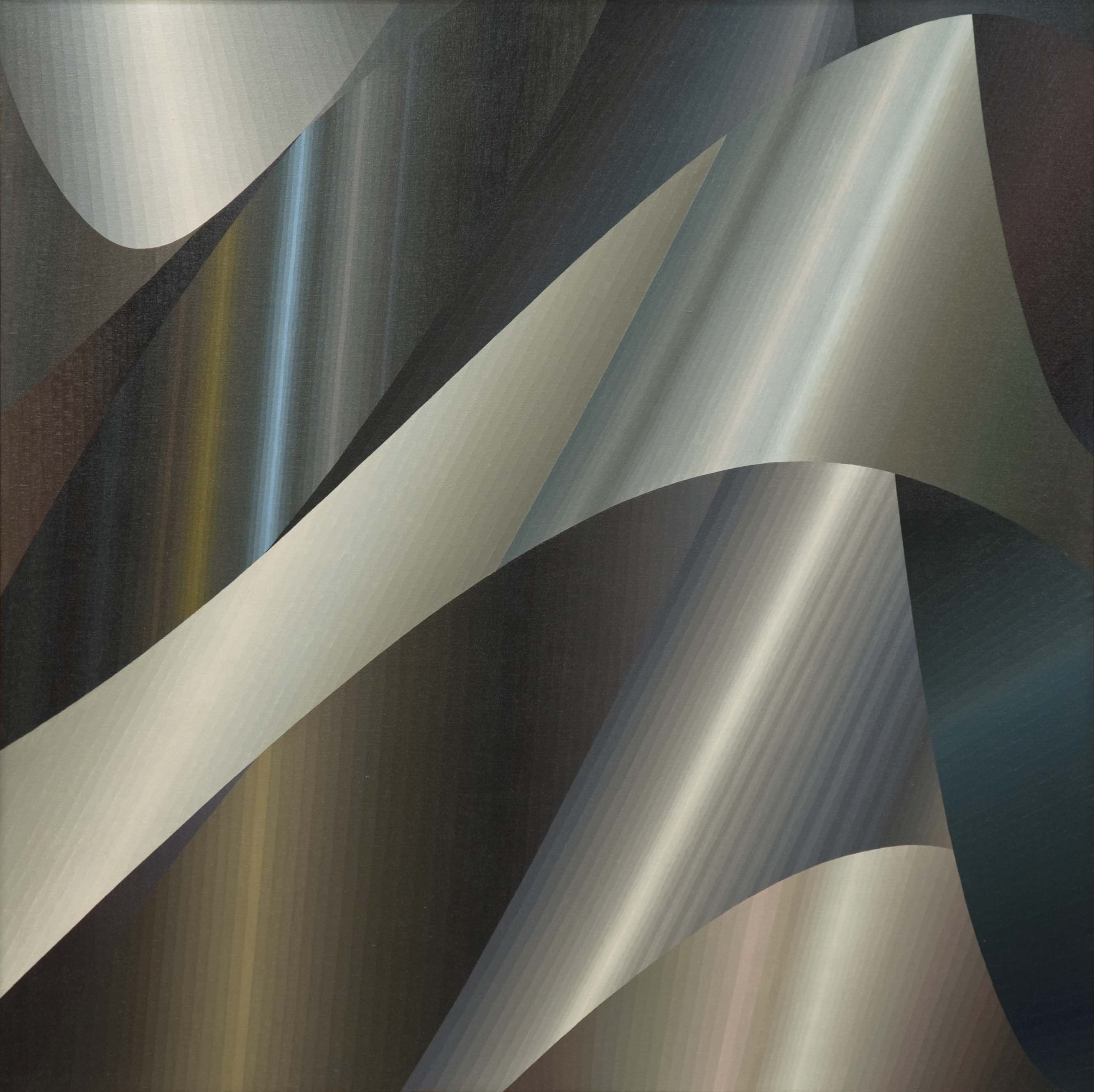
Slicer Waves, 1973
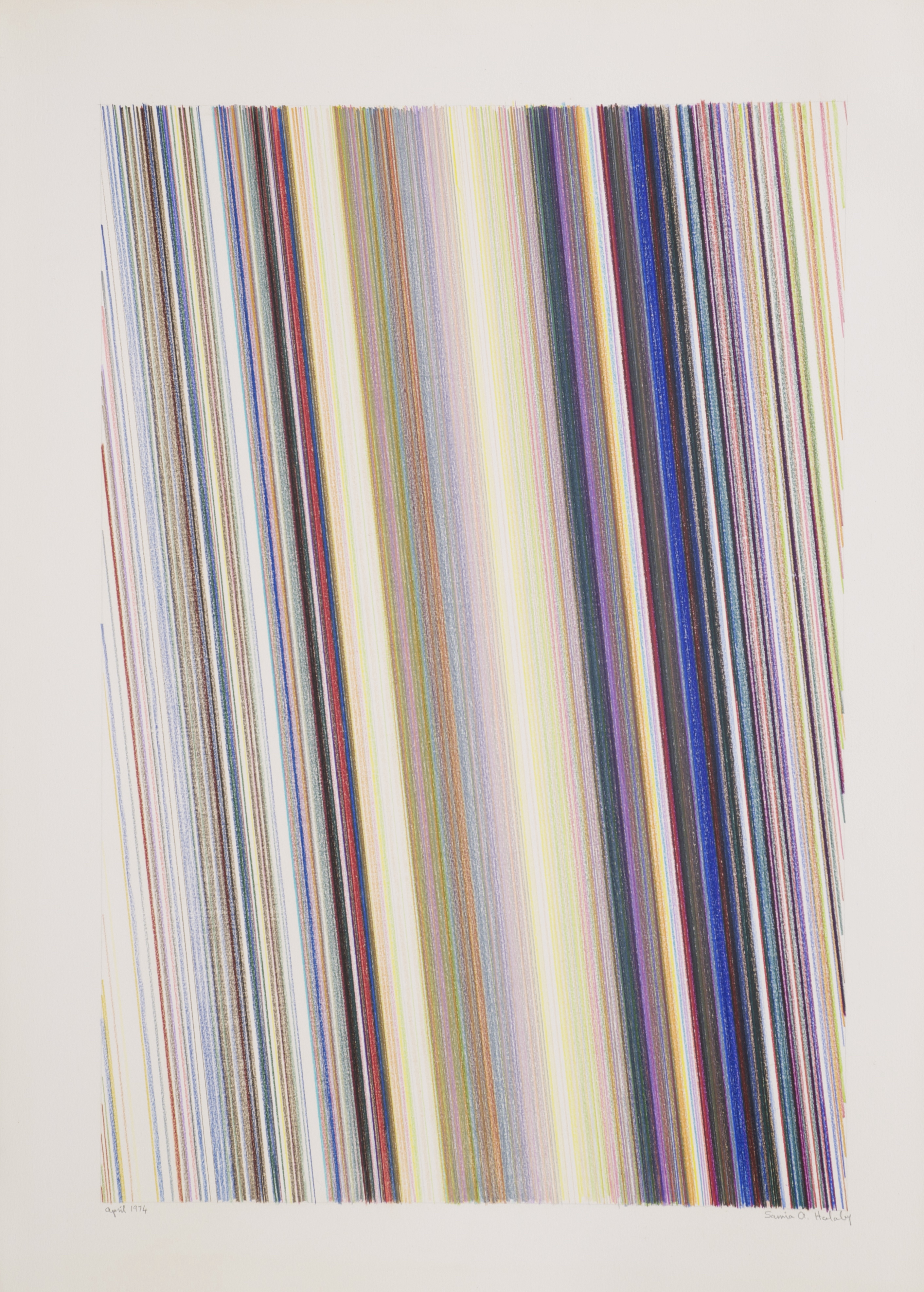
(Arbeit auf Papier D297) Ohne Titel, 1974
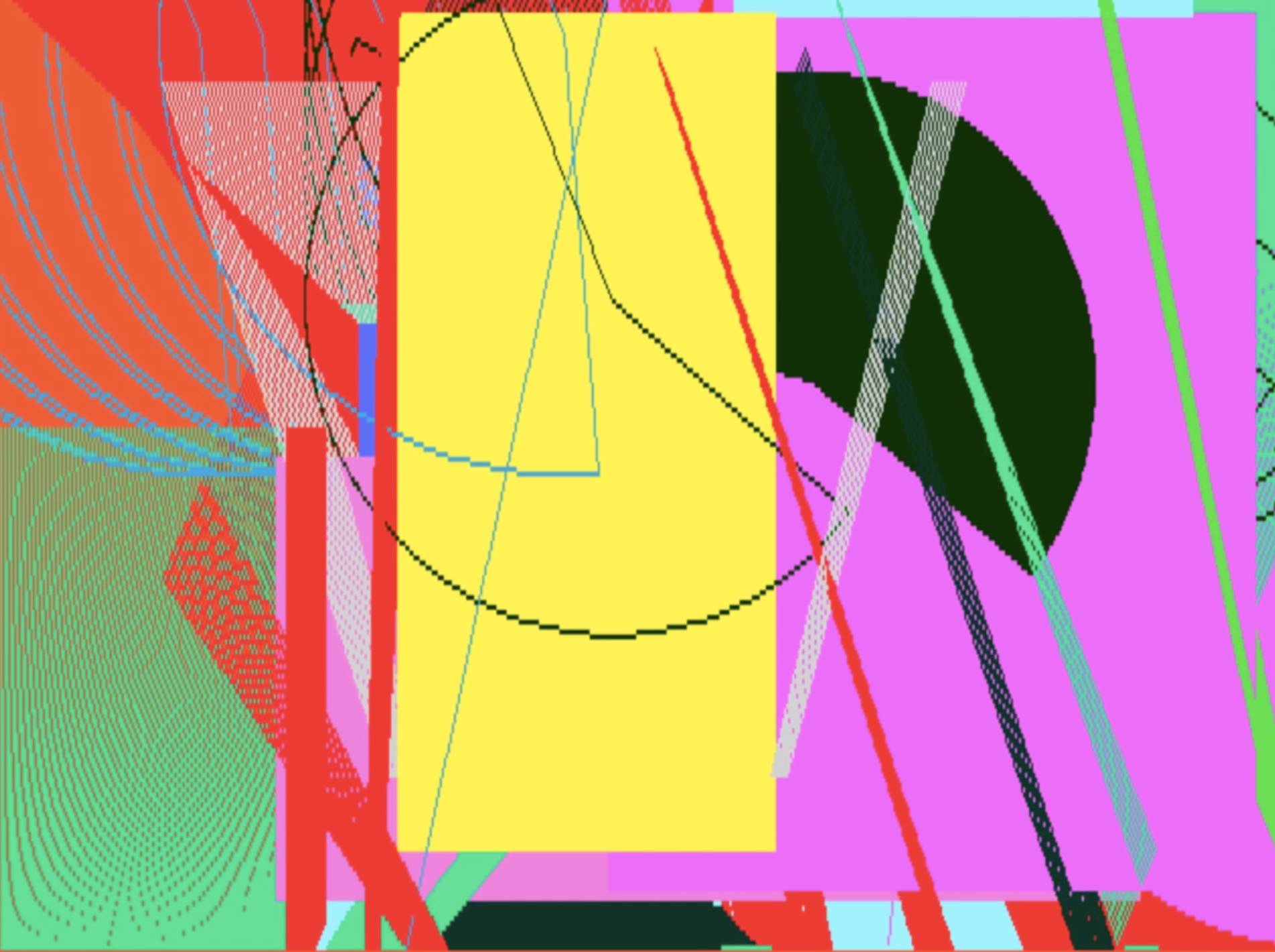
Standbild aus „Constructivist“ 1987
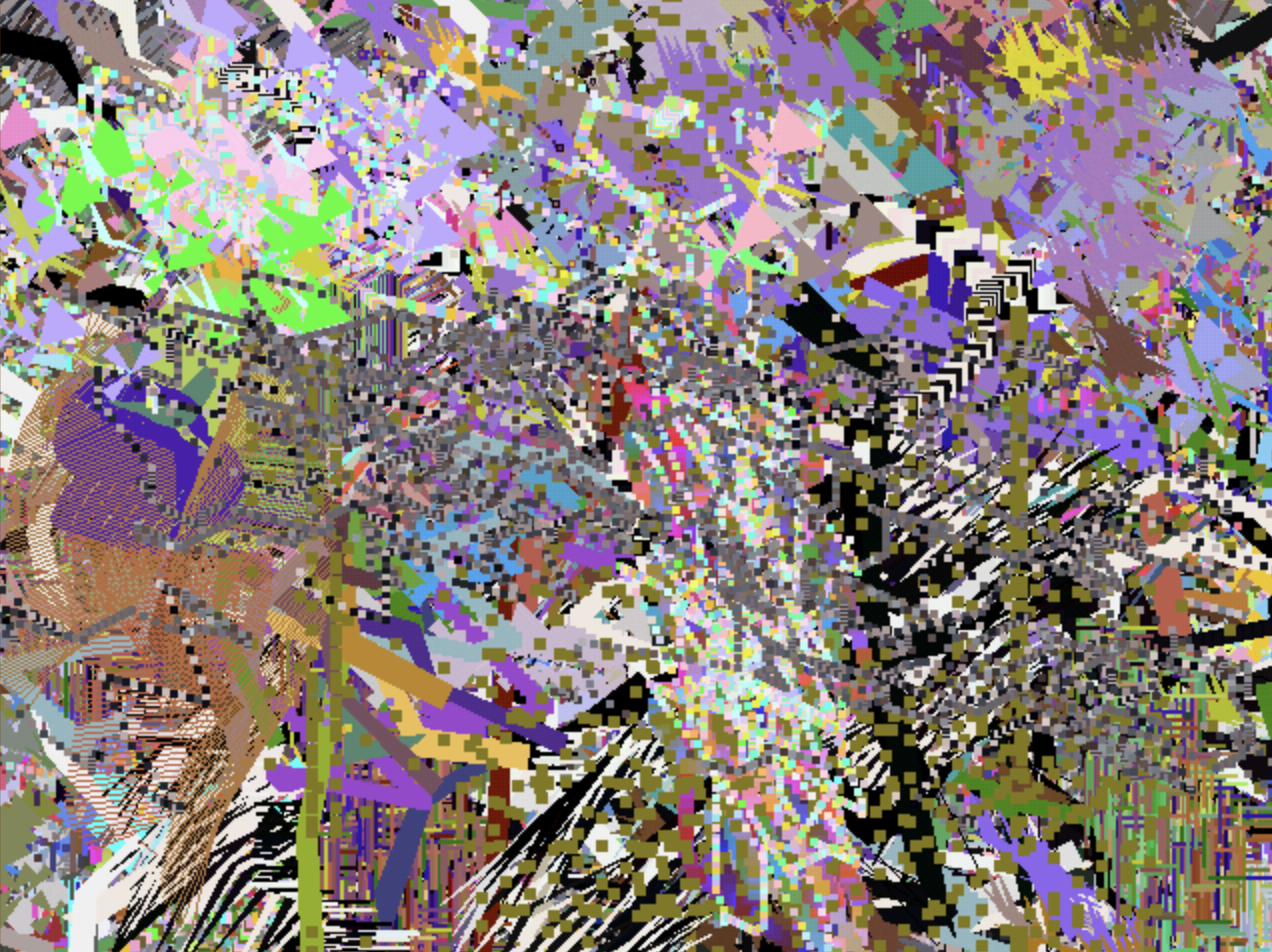
Standbild aus Branching, 1994
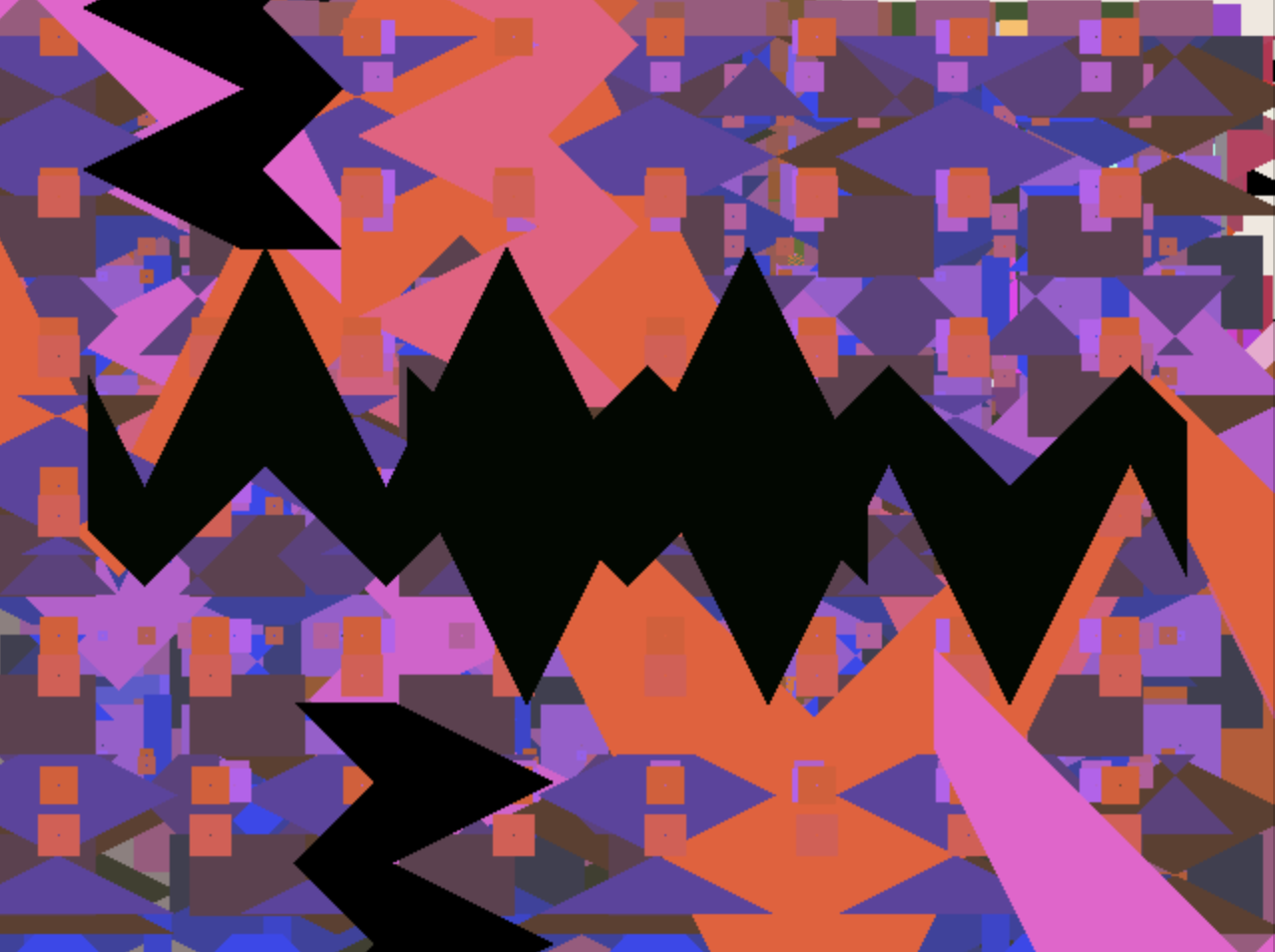
Standbild aus Rhythms, 1994
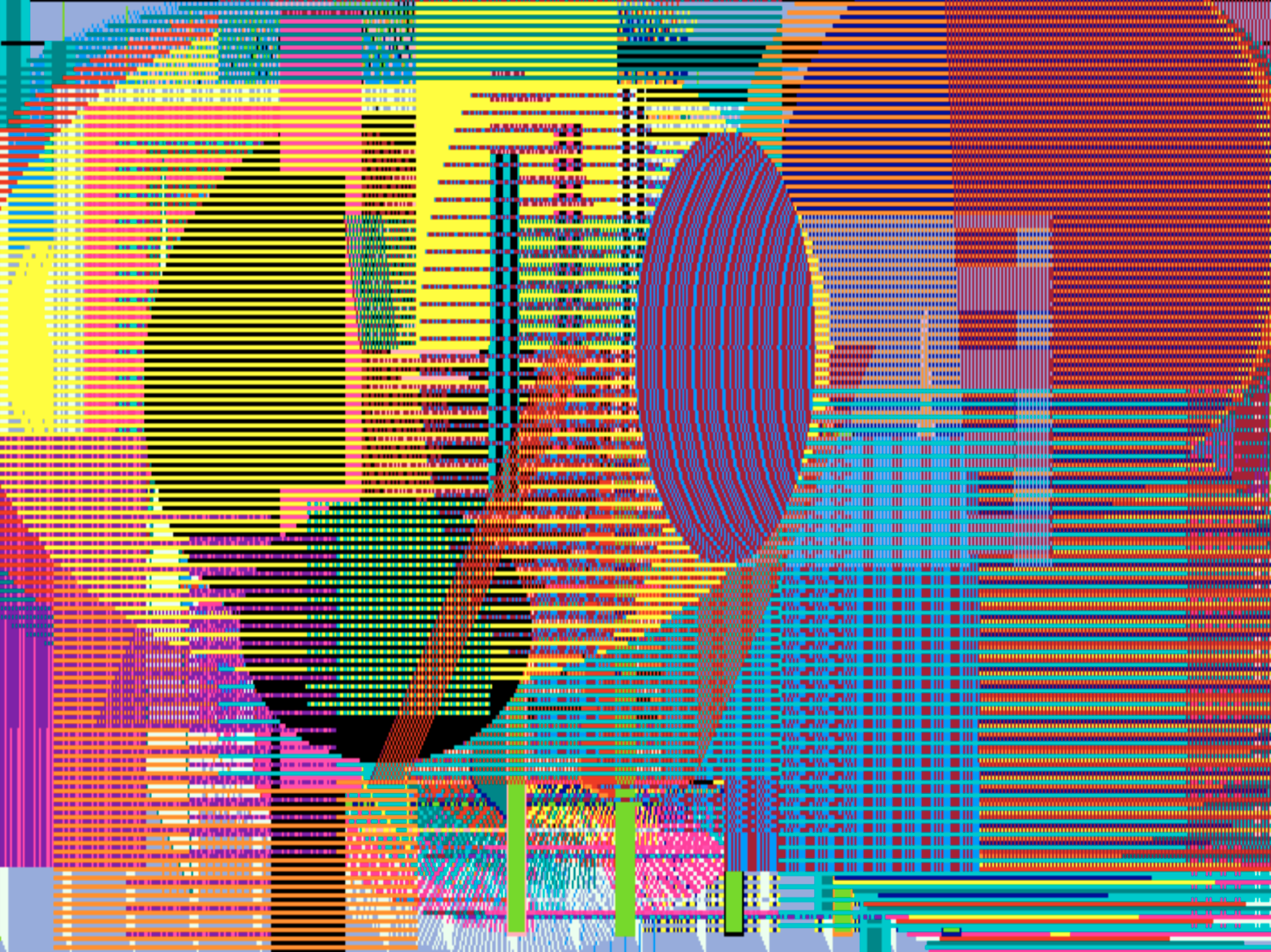
Standbild von lrw0, 1987
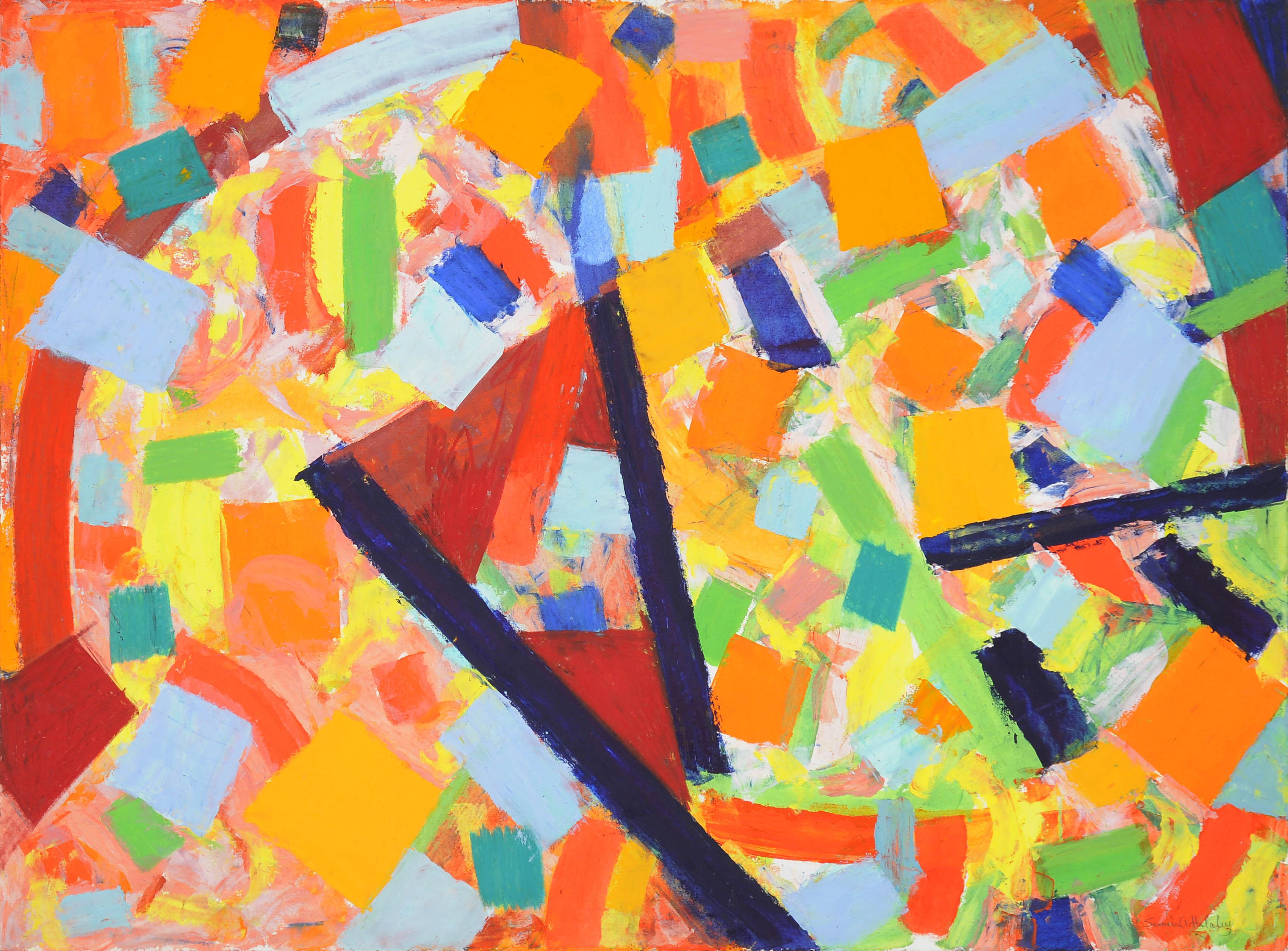
D518 Prancing in the Vineyard, Juli 1982, Arbeit auf Papier
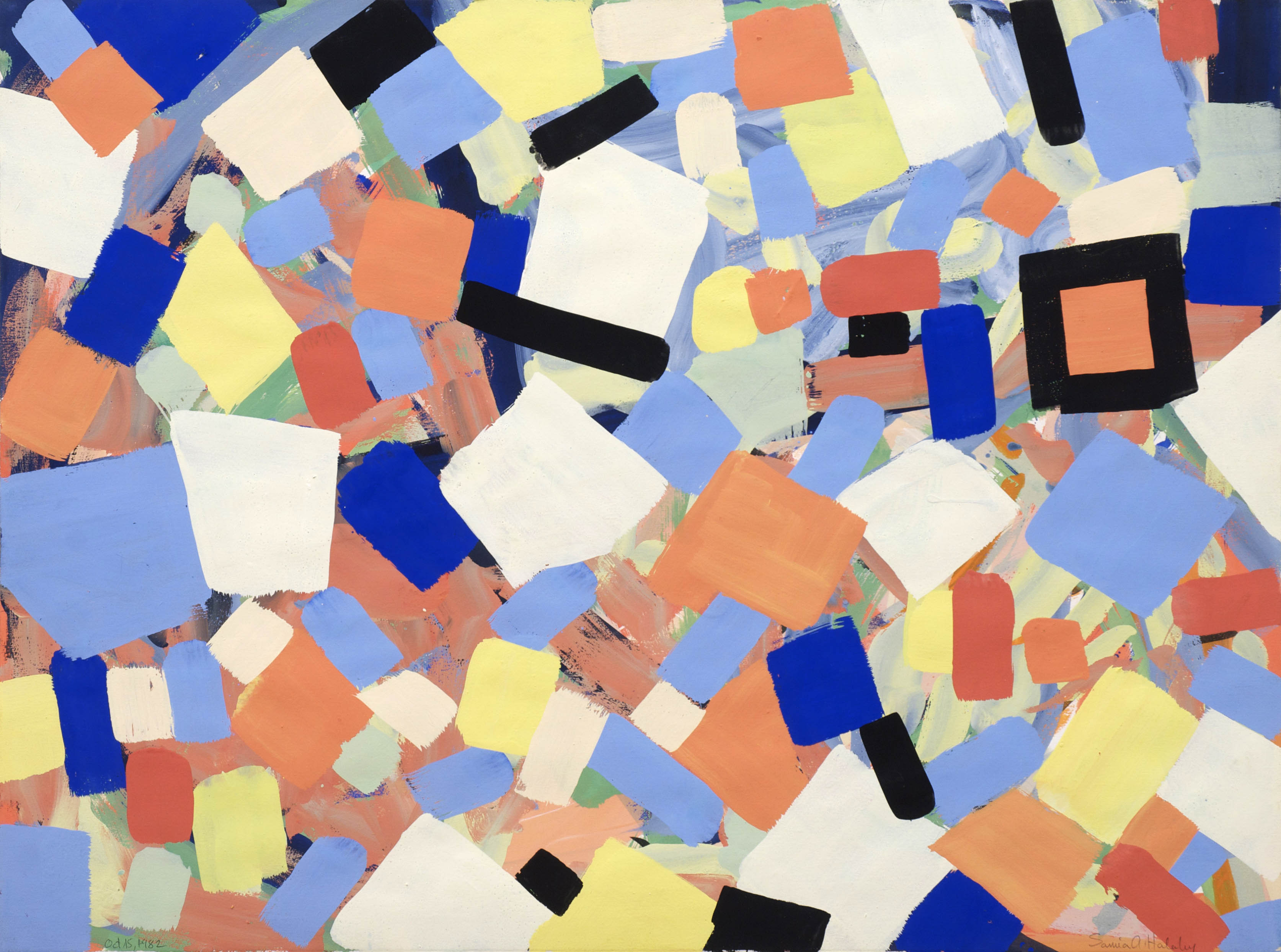
All Blue, 1982, Arbeit auf Papier
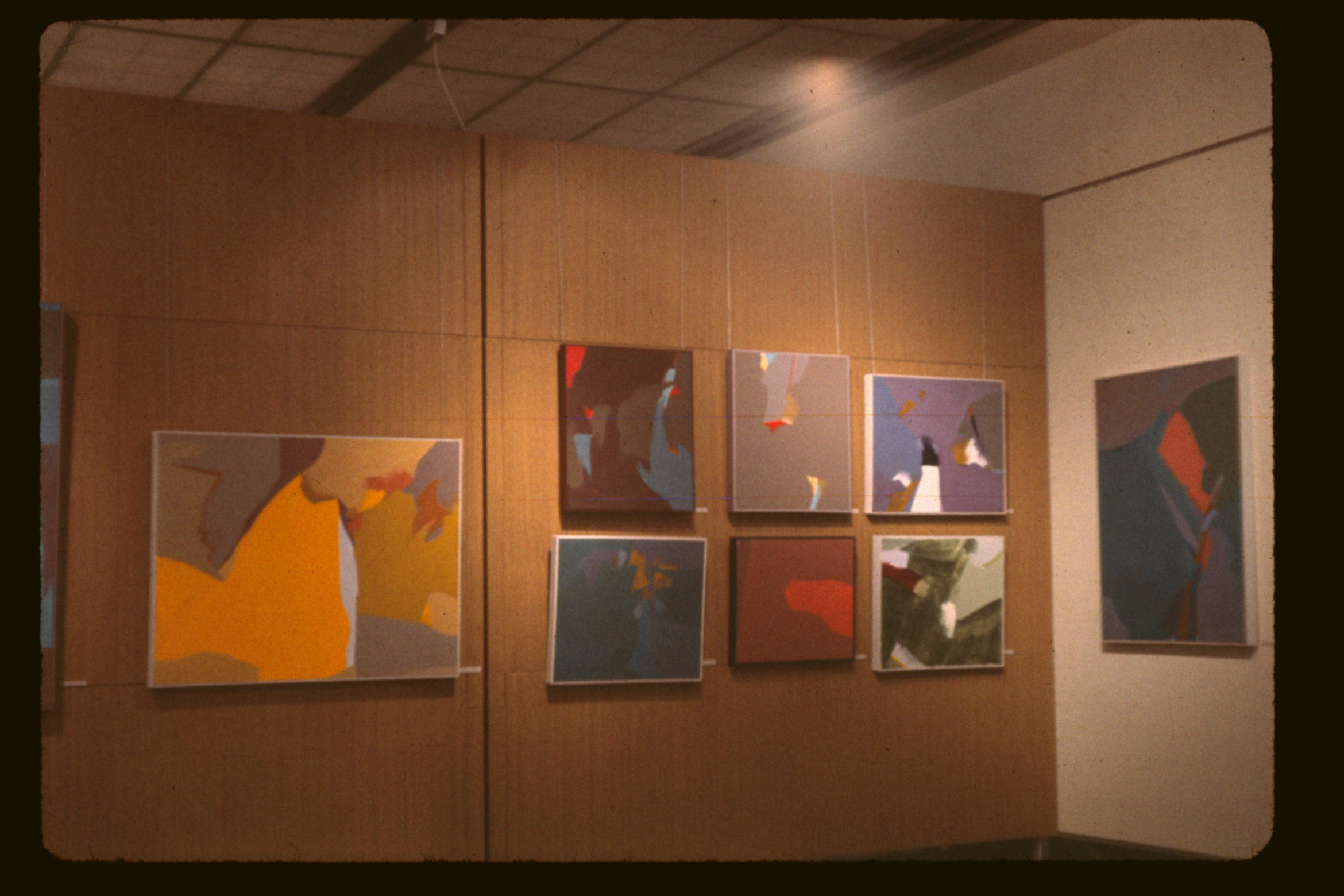
Absolventenausstellung der Indiana University, 1963

## Auszeichnungen
- 2014: The World’s 100 Most Powerful Arab Women, Arabian Business
- 2015: Madame Figaro’s 20 Most Powerful Women in the Middle East
- 2017: Creative Prize, Palestine Book Awards, London

## Veröffentlichungen (Auswahl)
- Five Decades of Painting and Innovation. Booth-Clibborn, 2014, ISBN 978-1-86154-342-4
- Growing Shapes: Aesthetic Insights of an Abstract Painter. Palestine Books, 2016, ISBN 978-0-9972635-5-8
- Drawing the Kafr Qasem Massacre. Schilt Publishing, 2017, ISBN 978-90-5330-874-5